# Каллістемон
Каллістемон (англ. Callistemon) [ˌkæl[непідтримувані символи]ˈstiːmən]  є родом чагарників в родині Миртових, вперше описаний як рід в 1814 році.  Весь рід ендемічний для Австралії, але широко культивується у багатьох інших регіонах та натуралізується в різних місцях.  Їх статус окремого таксону викликає сумніви, деякі органи влади визнають, що різниці між калістемонами та мелалевками недостатньо для їх об'єднання в окремий рід . 

## Опис
Види Каллістемон зазвичай називають йоржиком для пляшок з-за циліндричної, як пензлі,  форми  квіток, що нагадують традиційний йоржик для пляшок. Вони в основному зустрічаються в більш помірних регіонах Австралії, особливо вздовж східного узбережжя і, як правило, у сприятливих вологих умовах, тому при посадці в садах процвітають при регулярному поливі.  Однак два види зустрічаються в Тасманії та декількох інших регіонах на південному заході Західної Австралії . Принаймні деякі види є стійкими до посухи, а деякі використовуються в декоративному озелененні в інших місцях світу.     

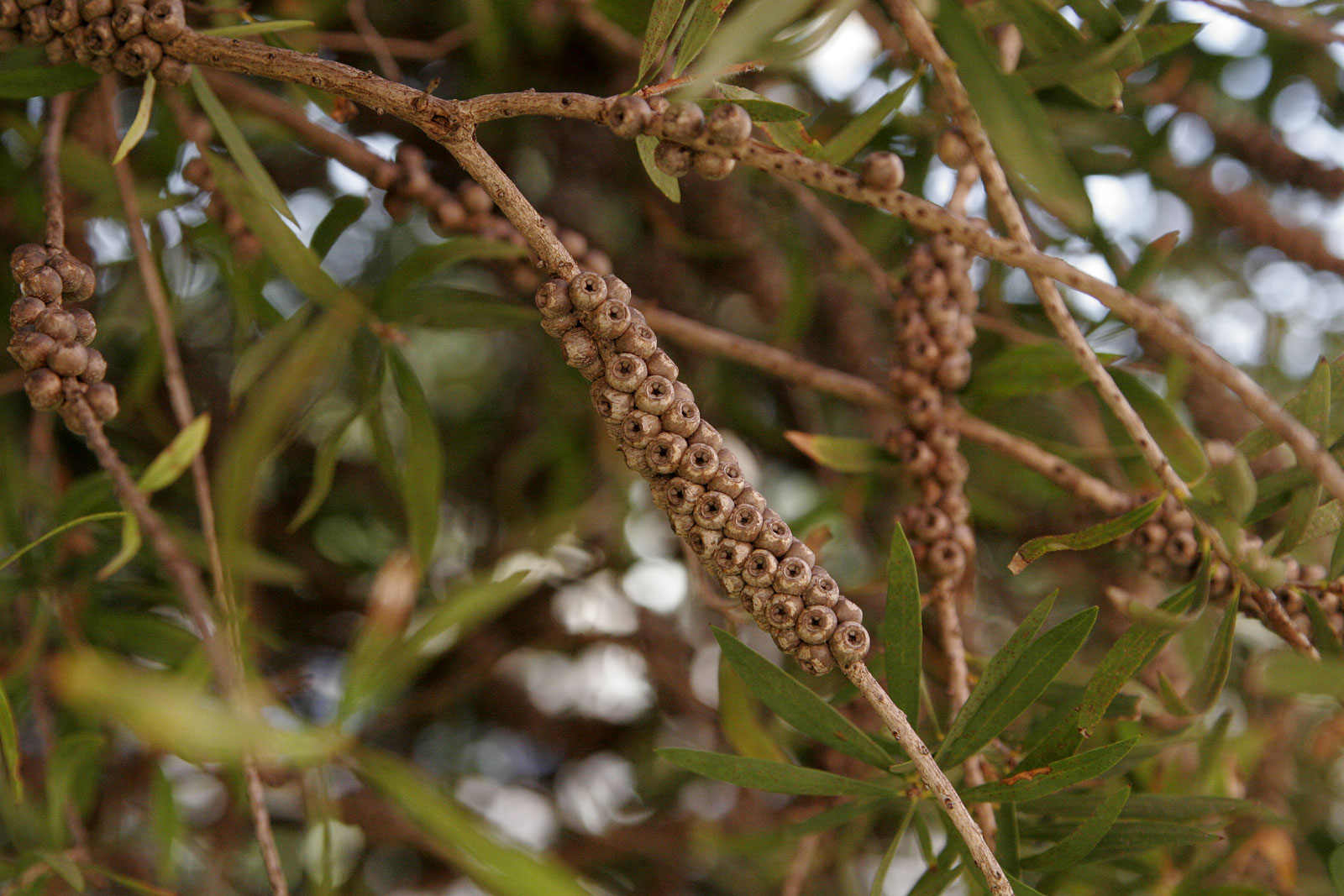
Капсули для насіння

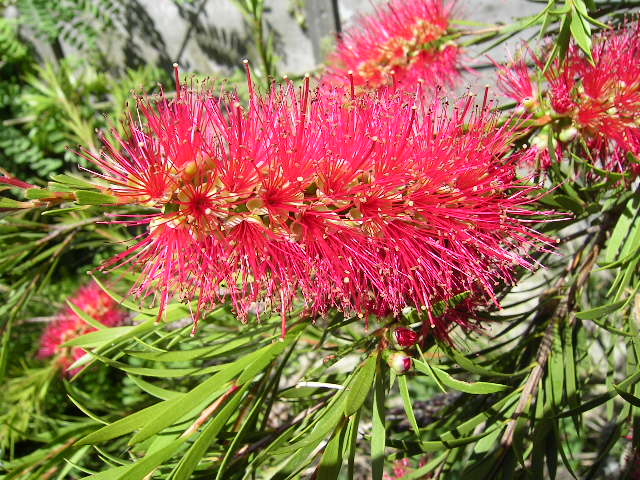
Callistemon citrinus

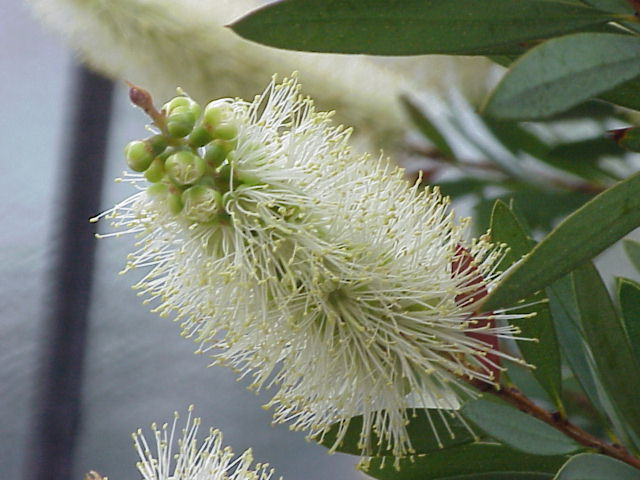
Callistemon pallidus

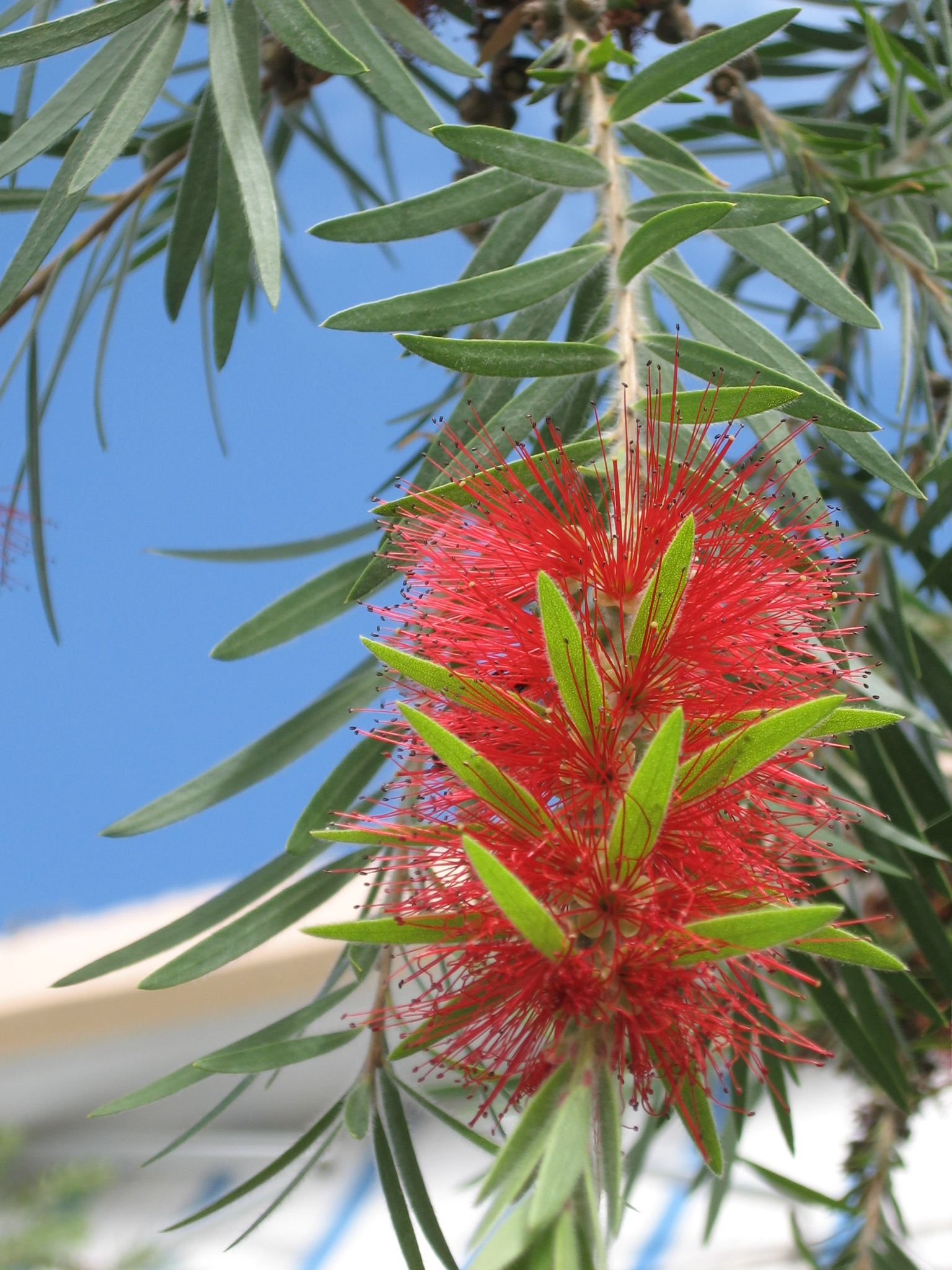
Callistemon viminalis

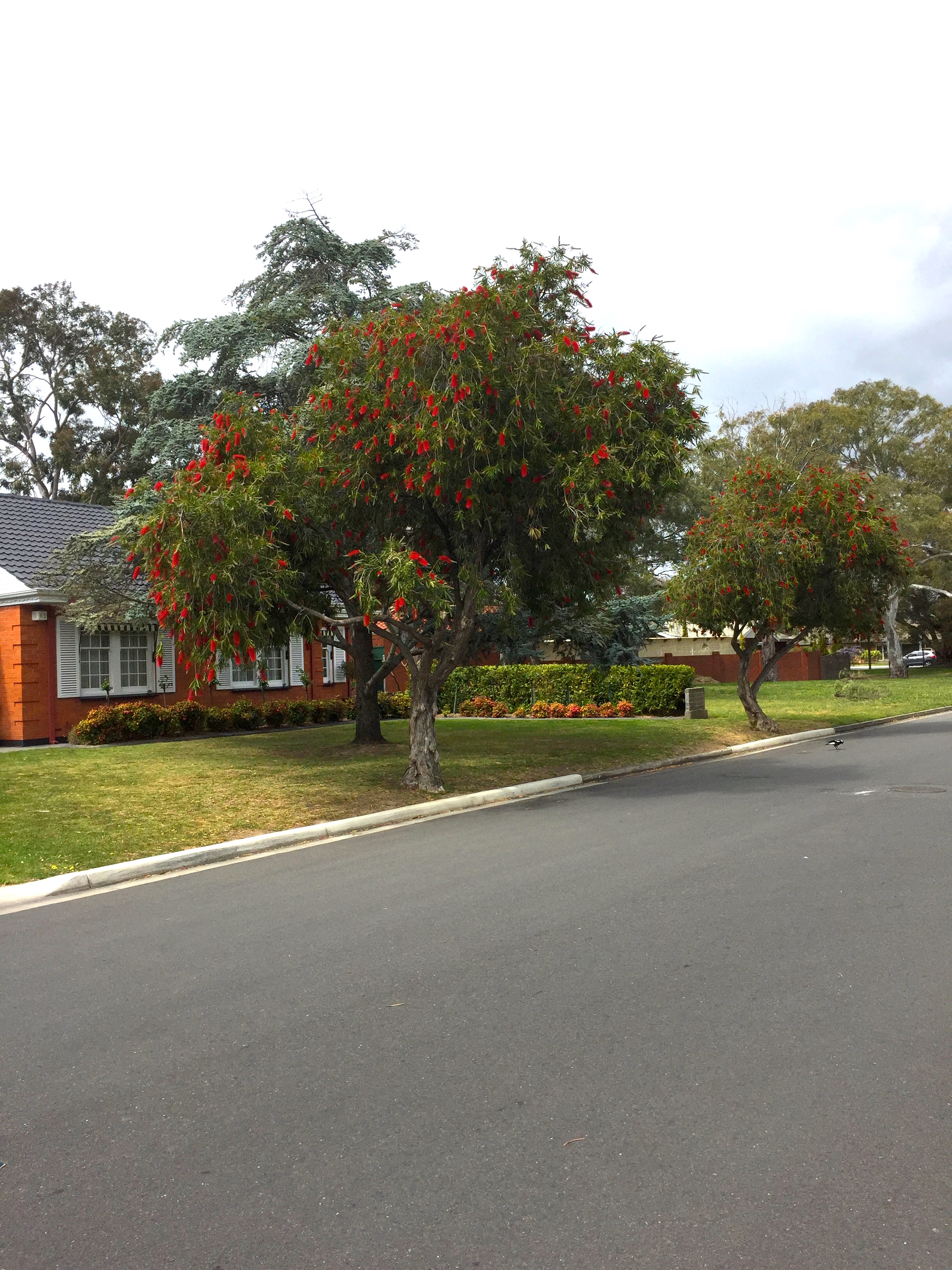
Callistemon viminalis в приміській Аделаїді, Південна Австралія.

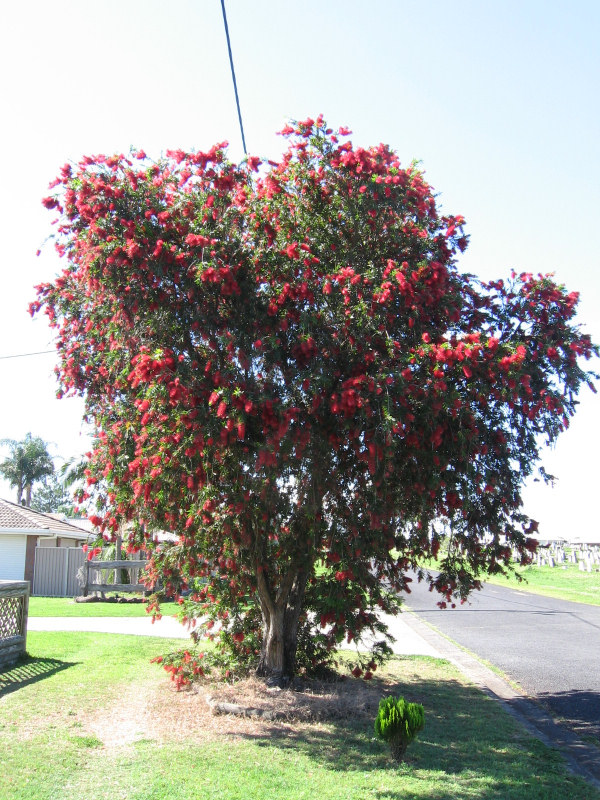
Callistemon viminalis

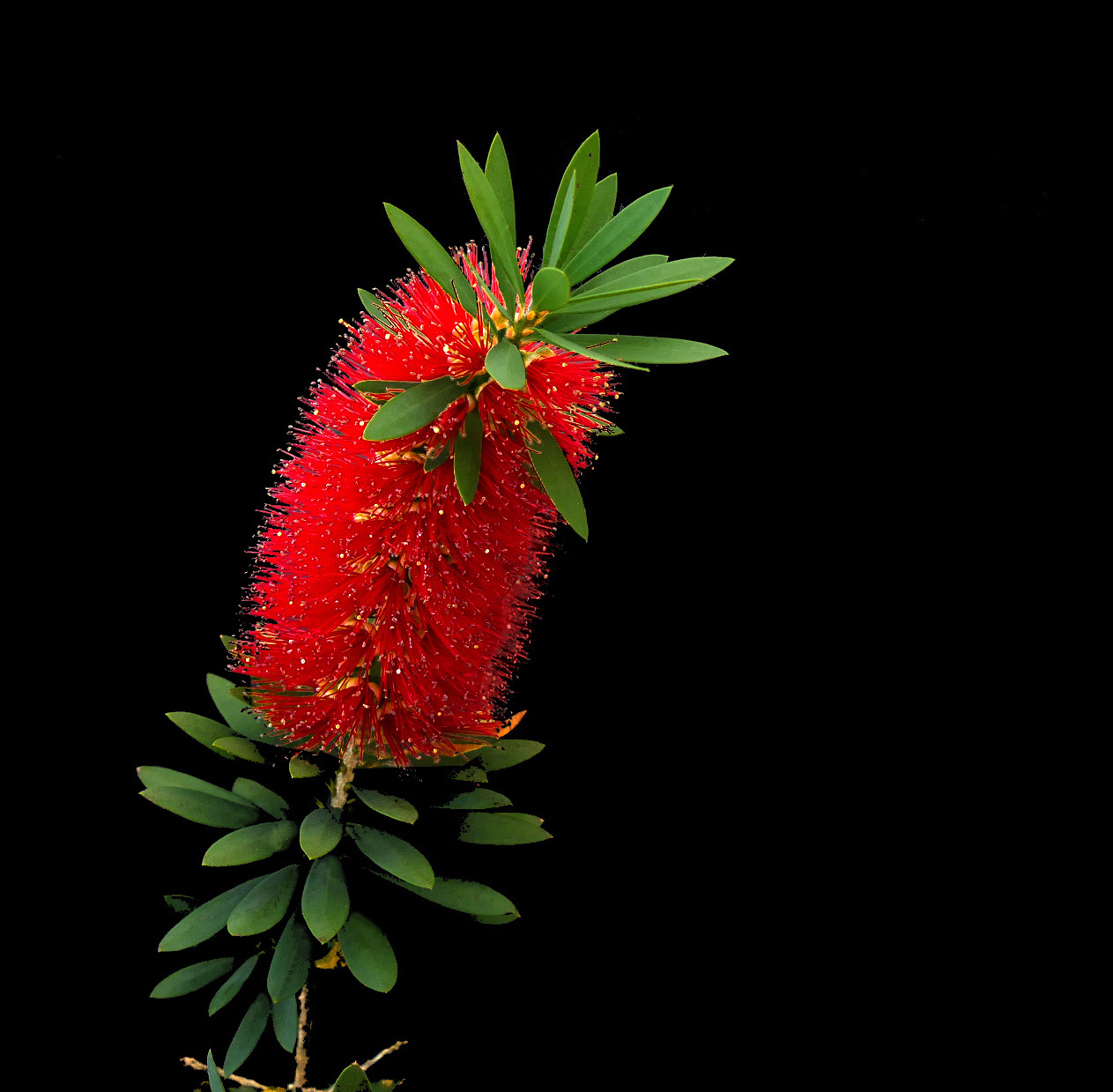
Пензлик або Маленький Джон - карлик Каллістемон

[джерело?]

## Таксономія
Латинська назва Callistemon походить від поєднання двох грецьких слів «callis», що означають красу і «стебло», що означає тичинку, що стосується квіток рослини. 
Рід Callistemon був вперше офіційно описаний у 1814 році Робертом Брауном .  У своєму описі він зазначив, що до роду належать "ті види Metrosideros, які мають суцвіття, подібні до мелалейки, і чітко витягнуті нитки".  Карл Лінней описав рід Melaleuca в 1767 році  а в 1867 році Джордж Бентам заніс усі види Metrosideros до Мелалеука . Бентам описав Мелалевки як ті, у котрих тичинки, об'єднані в пучки навпроти (п'яти) пелюсток. 
У своєму описі 1864 року Callistemon salignus у Fragmenta phytographiae Australiae, Фердинанд фон Мюллер зазначав, що різниця між родами була "цілком штучною" ("omnino artificiale")  Джордж Бентам також зазначав у Flora Australiensis, що Каллістемон "поступово переходить у Мелалеука, з якою Ф. Мюллер пропонує її об'єднати".  У 1876 році Анрі Ернест Бейллон запропонував в Histoire де Плант, щоб Callistemon, а також Calothamnus і Lamarchea були об'єднані в Melaleuca. 
Тим не менш, більшість авторів зберегли відмінність між двома родами Callistemon та Melaleuca до 1998 року. Того року, визнаючи той факт, що каллістемони та мелалевки у Новій Каледонії були близько пов'язані, Ліндлі Крейвен та Дж. У. Доусон перенесли каллістемони на цьому острові до Мелалеука, хоча деякі (наприклад, Melaleuca pancheri ) не мають тичинок зрощених у 5 групах. 
На основі досліджень ДНК  у 2006 р.  та 2009 р.  Крейвен переніс усі, крім чотирьох каллістемонів, до мелалеука. Ці чотири були Callistemon forresterae, Callistemon genofluvialis, Callistemon kenmorrisonii та Callistemon nyallingensis, які вважалися гібридами. 
Новий опис Мелалеука прийняли деякі гербарії, але не всі. Наприклад, Гербарій Квінсленду приймає Melaleuca flammea (синонім Callistemon acuminatus )  але Гербарій Нового Південного Уельсу приймає Callistemon acuminatus .  У 2012 році Френк Удовивич та Роджер Спенсер перенесли нещодавно описаний вид мелалеука з окремими тичинками (наприклад, Melaleuca megalongensis і Melaleuca wimmerensis ) до Callistemon (звідси Callistemon megalongensis і Callistemon wimmerensis ). Їх аргумент полягає в тому, що використовувати докази ДНК передчасно.  Крім того, вони стверджують, що якщо всі роди Beaufortia, Callistemon, Calothamnus, Conothamnus, Eremaea, Melaleuca, Phymatocarpus були об'єднані (як Крейвен запропонував), , то не було б ніяких характеристик, які визначають групу. 

## Використання в садівництві
Багато комерційних розплідників продовжують використовувати назву "Callistemon". Розмножувати ці види можна живцями (деякі види легше інших), або насінням .  Цвітіння зазвичай навесні та на початку літа (жовтень-грудень), але умови можуть спричинити цвітіння в інший час року. Очевидні частини квіткової маси - тичинки, з пилком на кінчику нитки; пелюстки непомітні (див. малюнок). Квіткові головки різняться за кольором залежно від видів; більшість - червоні, але деякі - жовті, зелені, помаранчеві або білі. Кожна голівка квітки створює рясність трисперсних насіннєвих капсул навколо стебла (див. Малюнок), які залишаються на рослині із закритими насінням до стимуляції до відкриття, коли рослина гине або пожежа спричиняє вивільнення насіння. Кілька видів випускають насіння щорічно.  
Рослини можна вирощувати в горщиках. 
Їх вирощували в Європі з моменту, як в 1789 році Джозеф Бенкс в Лондоні у Кью Гарденс був інтродукований зразок Callistemon citrinus 

## Вибрані види
Існує близько 50 видів каллістемонів.  Вони включають: 
- Callistemon acuminatus Cheel – Tapering-leaved bottlebrush (also known as Melaleuca flammea);
- Callistemon brachyandrus Lindl. – Prickly bottlebrush (also known as Melaleuca brachyandra);
- Callistemon chisholmii Cheel (also known as Melaleuca chisholmii);
- Callistemon citrinus (Curtis) Skeels – Lemon scented bottle brush (also known as Melaleuca citrina);
- Callistemon coccineus F.Muell. (also known as Melaleuca rugulosa);
- Callistemon comboynensis Cheel – Cliff bottlebrush (also known as Melaleuca comboynensis);
- Callistemon flavovirens (Cheel) Cheel – Green bottlebrush (also known as Melaleuca flavovirens);
- Callistemon formosus S.T.Blake (also known as Melaleuca formosa);
- Callistemon forresterae Molyneux
- Callistemon genofluvialis Molyneux
- Callistemon glaucus (DC.) Sweet (also known as Melaleuca glauca);
- Callistemon hemistictus  (S.T.Blake ex Craven) Udovicic and R.D.Spencer  (also known as Melaleuca hemisticta);
- Callistemon kenmorrisonii Molyneux – Betka bottlebrush
- Callistemon lanceolatus (Sm.) Sweet (also known as Melaleuca citrina);
- Callistemon lazaridis (Craven) Udovicic & R.D.Spencer (also known as Melaleuca lazaridis);
- Callistemon linearifolius (Link) DC. (also known as Melaleuca linearifolia);
- Callistemon linearis Sweet (also known as Melaleuca linearis);
- Callistemon macropunctatus (Dum.Cours.) Court (also known as Melaleuca rugulosa);
- Callistemon megalongensis (Craven & S.M.Douglas) Udovicic & R.D.Spencer (also known as Melaleuca megalongensis);
- Callistemon montanus C.T.White ex S.T.Blake – Mountain bottlebrush (also known as Melaleuca montana);
- Callistemon montis-zamiae (Craven) Udovicic & R.D.Spencer (also known as Melaleuca montis-zamia);
- Callistemon nervosus Lindl. (also known as Melaleuca nervosa);
- Callistemon nyallingensis Molyneux
- Callistemon pachyphyllus Cheel – Wallum bottlebrush (also known as Melaleuca pachyphylla);
- Callistemon pallidus (Bonpl.) DC. – Lemon bottlebrush (also known as Melaleuca pallida);
- Callistemon paludosus  F.Muell. (also known as Melaleuca paludicola);
- Callistemon pauciflorus R.D.Spencer & Lumley (also known as Melaleuca faucicola);
- Callistemon pearsonii R.D.Spencer & Lumley (also known as Melaleuca pearsonii);
- Callistemon phoeniceus Lindl. – Lesser bottlebrush (also known as Melaleuca phoenicea);
- Callistemon phratra  (Craven) Udovicic & R.D.Spencer (also known as Melaleuca phratra);
- Callistemon pinifolius (Wendl.) Sweet – Pine-leaved bottlebrush (also known as Melaleuca linearis);
- Callistemon pityoides F.Muell. – Alpine bottlebrush (also known as Melaleuca pityoides);
- Callistemon polandii F.M.Bailey (also known as Melaleuca polandii);
- Callistemon pungens Lumley & R.D.Spencer (also known as Melaleuca williamsii);
- Callistemon pyramidalis (Craven) Udovicic & R.D.Spencer (also known as Melaleuca pyramidalis);
- Callistemon quercinus (Craven) Udovicic & R.D.Spencer (also known as Melaleuca quercina);
- Callistemon recurvus R.D.Spencer & Lumley (also known as Melaleuca recurva);
- Callistemon rigidus R.Br. – Stiff bottlebrush (also known as Melaleuca linearis);
- Callistemon rugulosus (Schltdl. ex Link) DC. – Scarlet bottlebrush (also known as Melaleuca rugulosa);
- Callistemon sabrina (Craven) Udovicic & R.D.Spencer (also known as Melaleuca sabrina);
- Callistemon salignus (Sm.) Sweet – Willow bottlebrush, white bottlebrush (also known as Melaleuca salicina);
- Callistemon serpentinus (Craven) Udovicic & R.D.Spencer (also known as Melaleuca serpentina);
- Callistemon shiressii Blakely (also known as Melaleuca shiressii);
- Callistemon sieberi DC. (also known as Melaleuca paludicola);
- Callistemon speciosus (Sims) Sweet (also known as Melaleuca glauca);
- Callistemon subulatus Cheel (also known as Melaleuca subulata);
- Callistemon teretifolius F.Muell. – Needle bottlebrush, Flinders Ranges bottlebrush (also known as Melaleuca orophila);
- Callistemon viminalis (Sol. ex Gaertn.) G.Don – Weeping bottlebrush (also known as Melaleuca viminalis);
- Callistemon viridiflorus (Sims) Sweet (also known as Melaleuca virens);
- Callistemon wimmerensis Marriott & G.W.Carr (also known as Melaleuca wimmerensis)

## Галерея

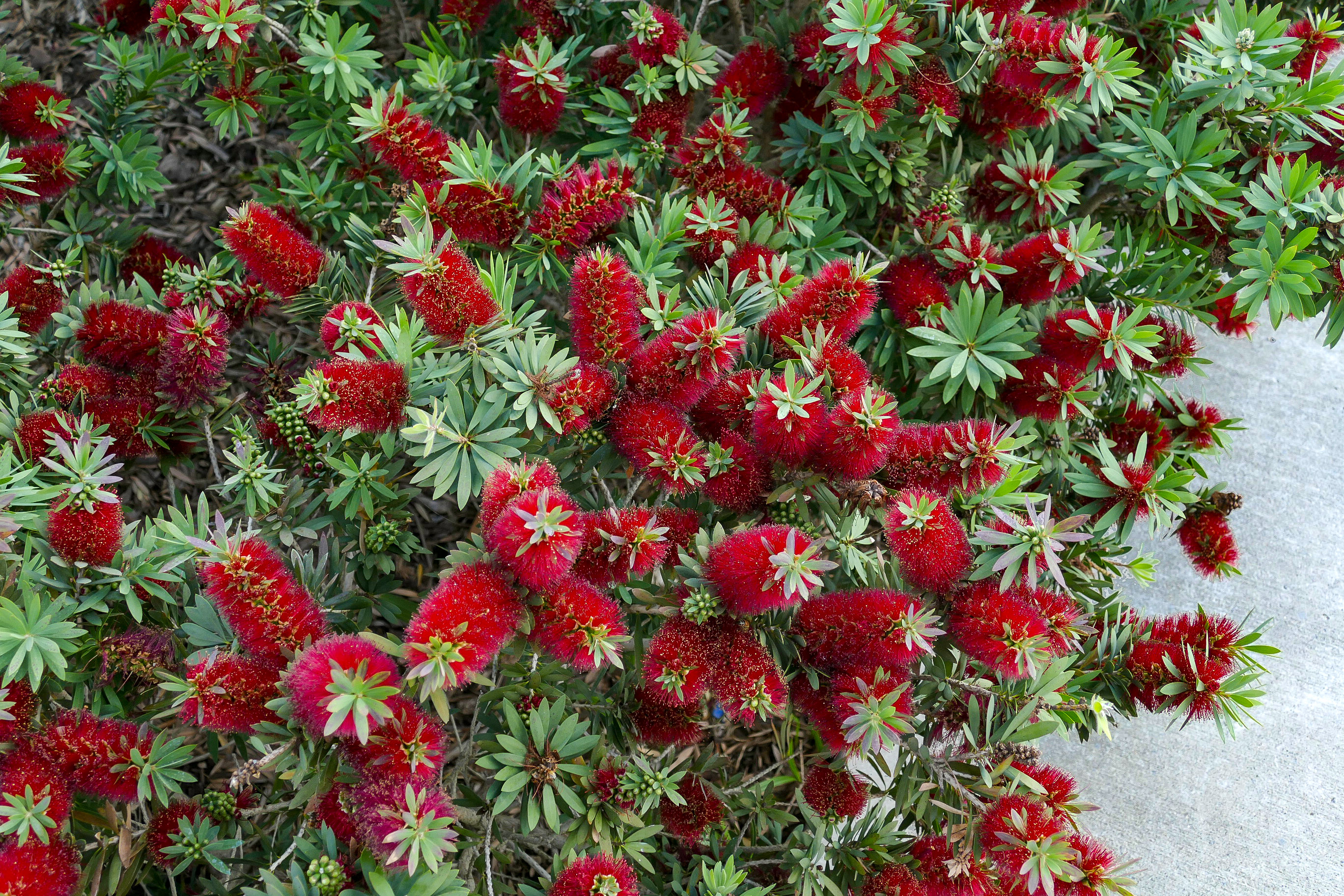
Каллістемон "Маленький Джон" або карликовий "йоржик для пляшок" - сорт Каллістемон
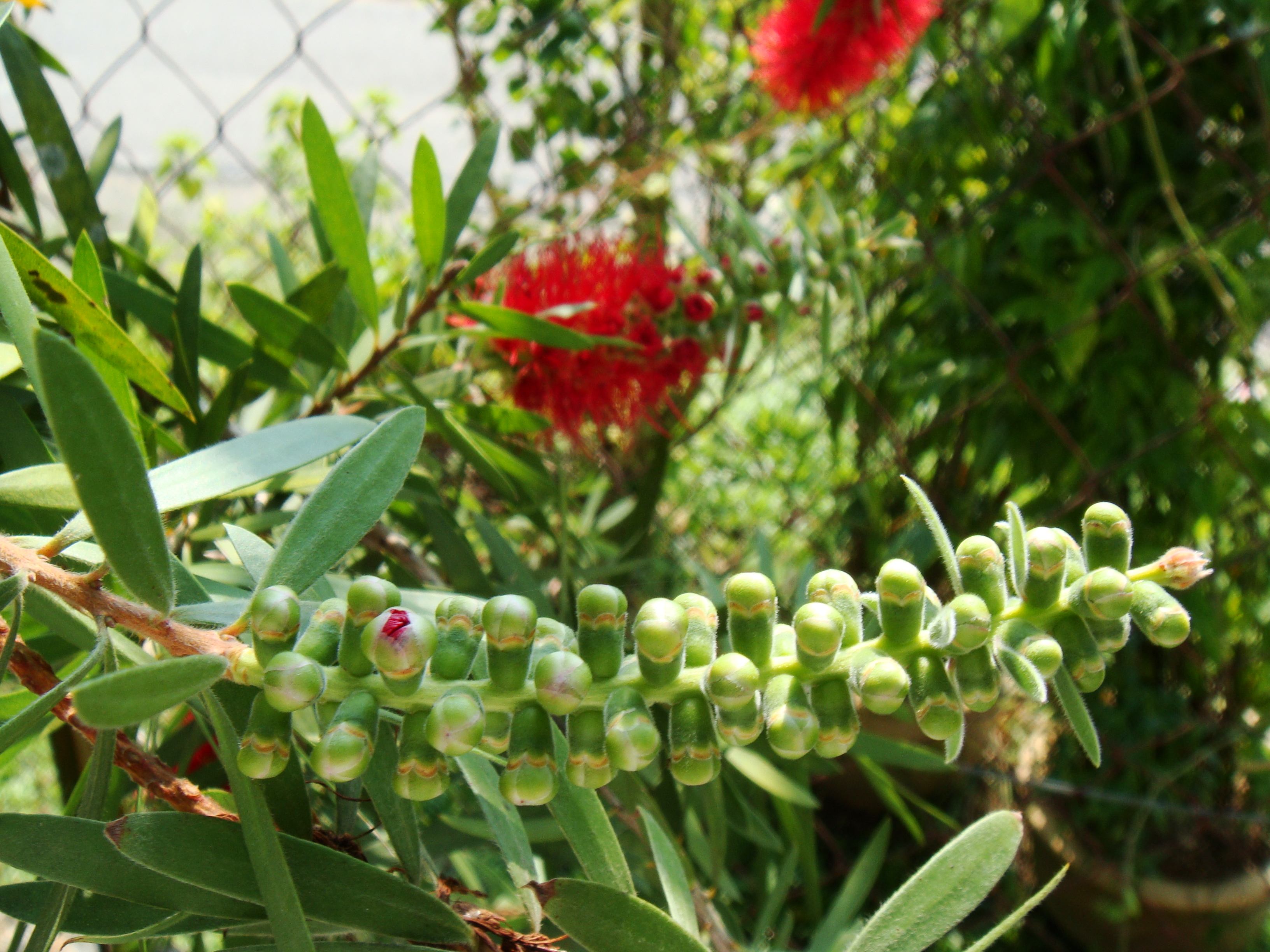
Передній план: бруньки "йоржик для пляшок". Задній план: Частково квітуча квітка-кисть.
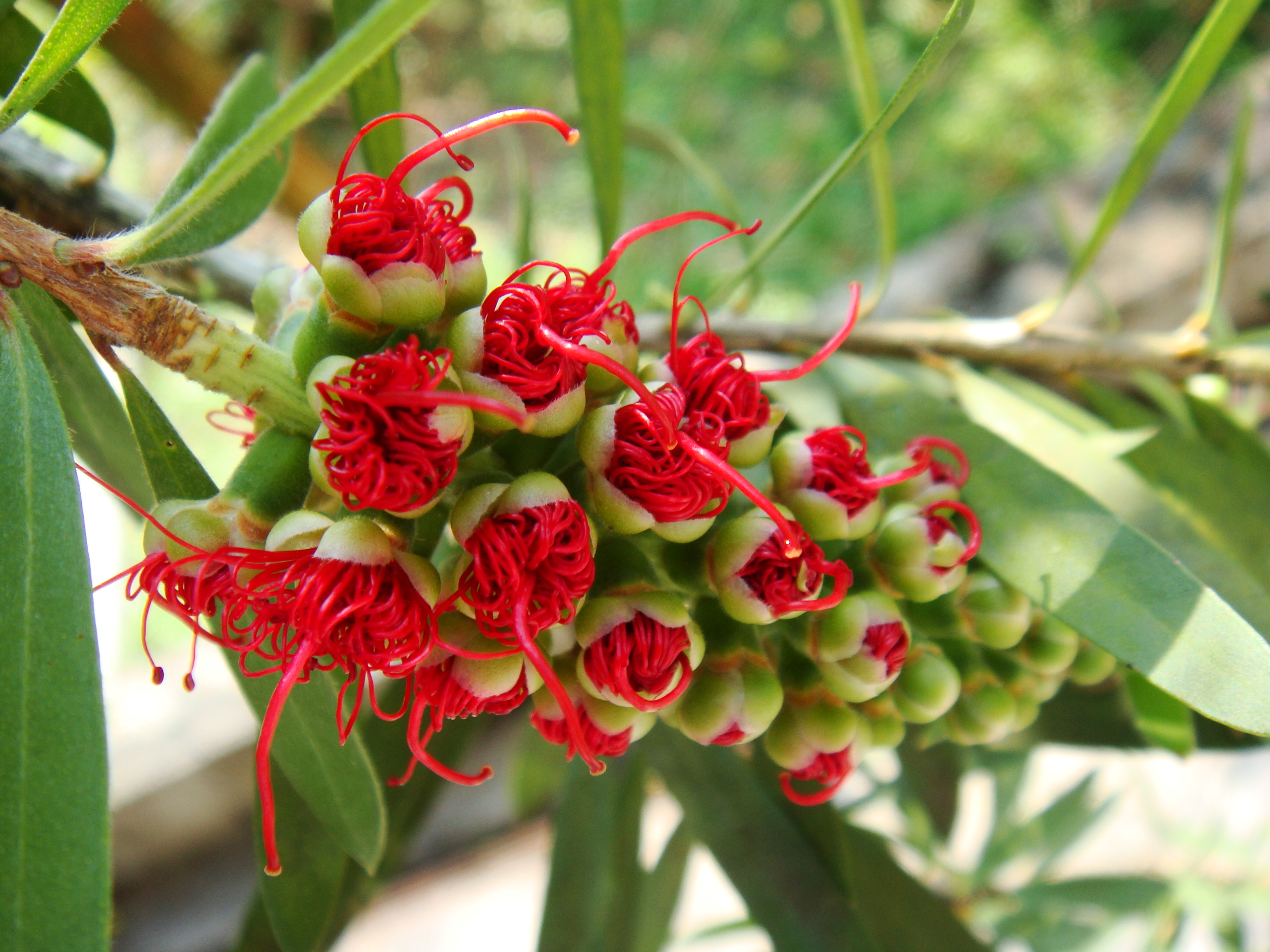
Квітучий "йоржик для пляшок", знайдений в Келантані, Малайзія.
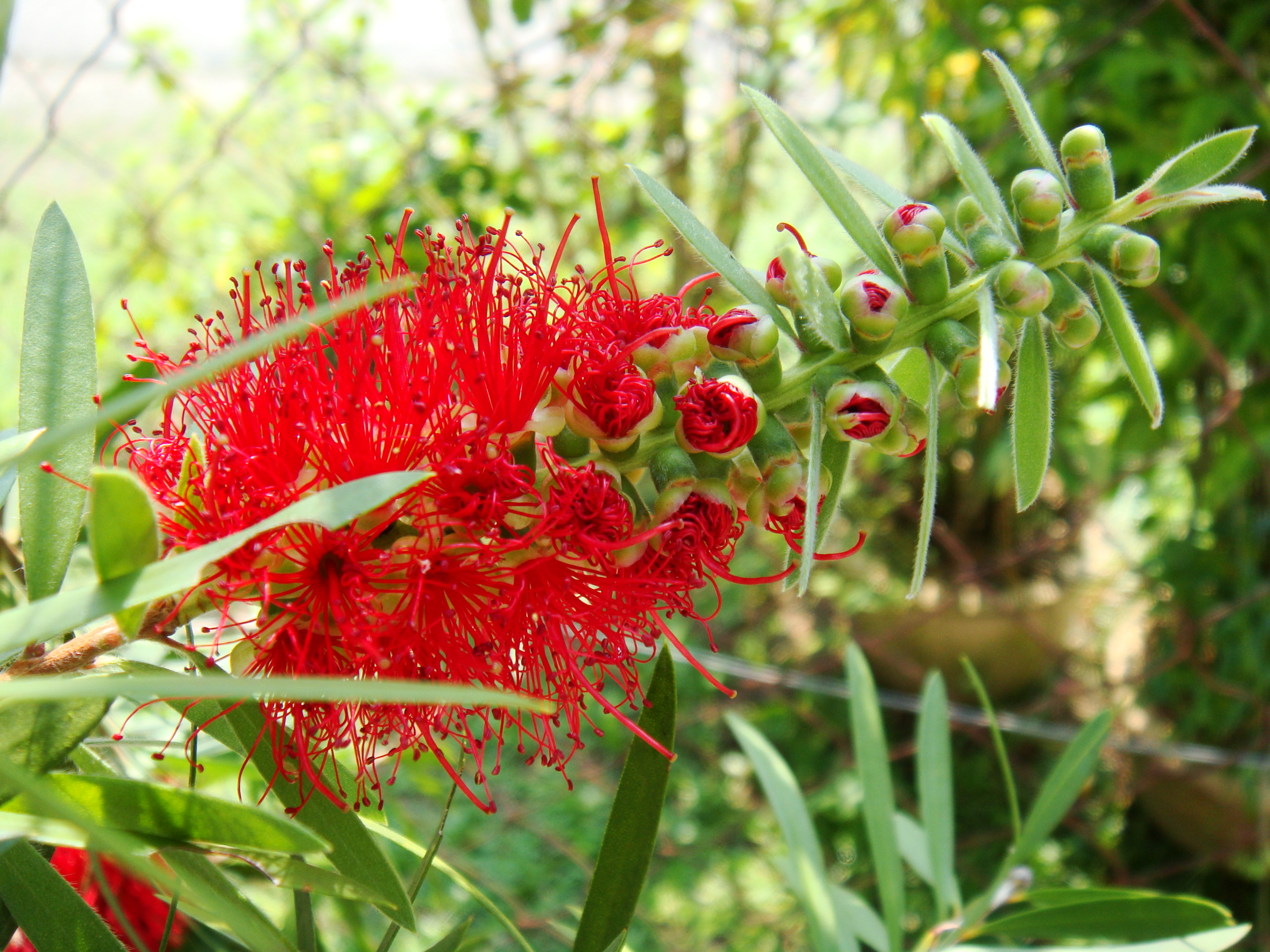
Часткове цвітіння квітки "йоржика для пляшок" знайдено в Келантані, Малайзія.
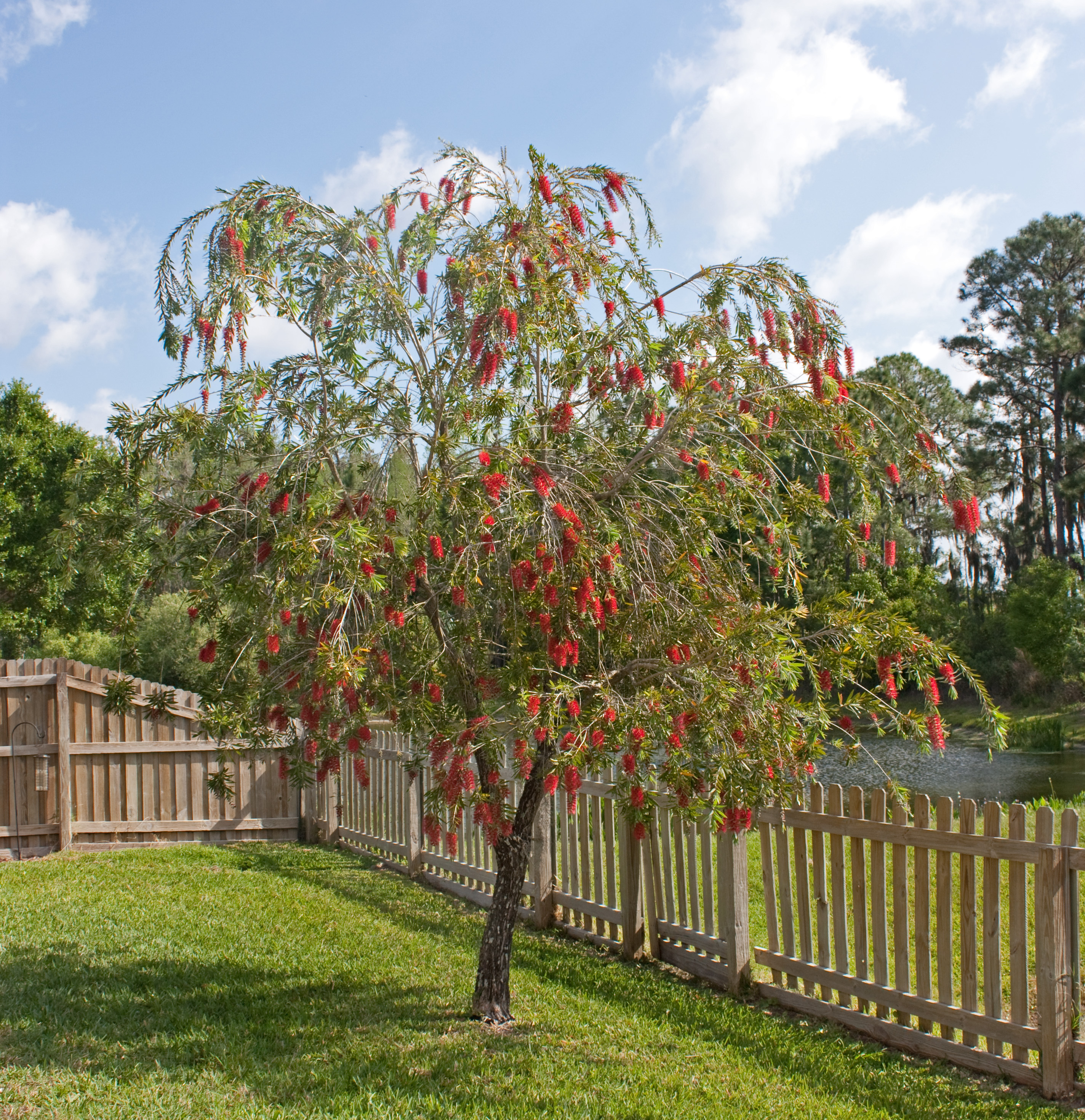
Дерево цвіте у Флориді .
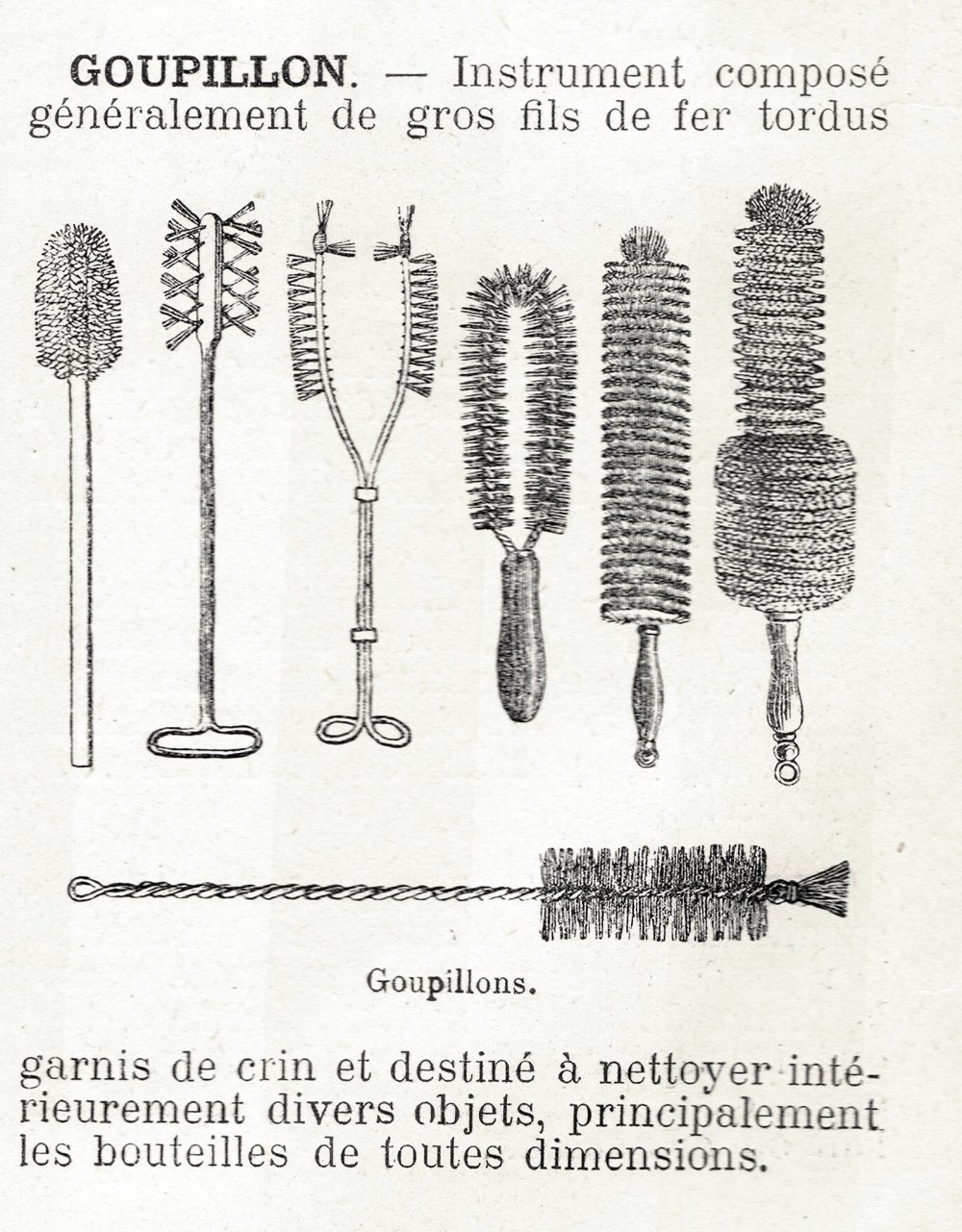
Ілюстрація, що показує квітки-кисті "йоржик для пляшок", звідки походить синонім рослини
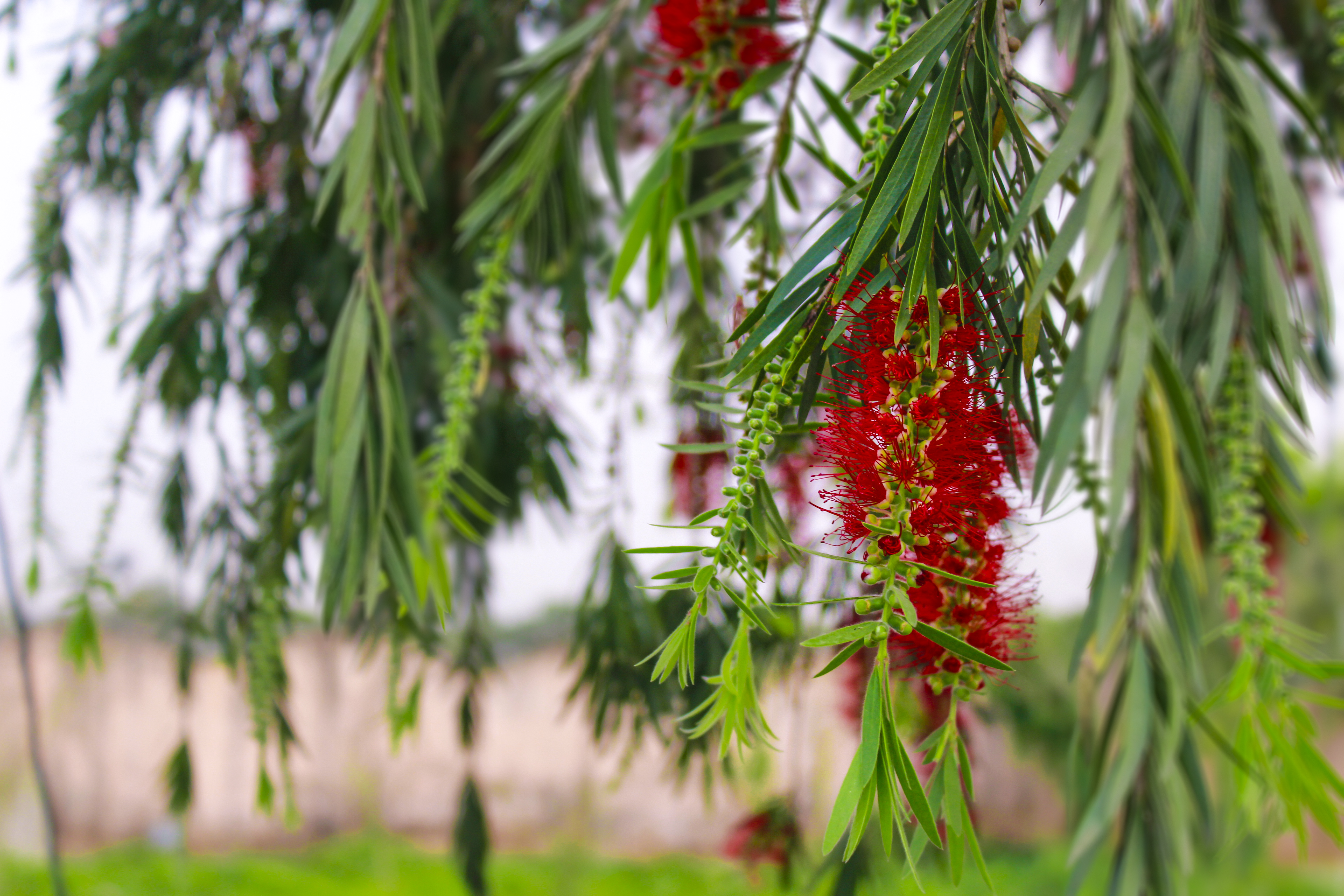
Callistemon "йоржик для пляшок"

## Дивитися також
- Список сортів Каллістемон

## Зовнішні посилання
- Таксономія за темою Callistemon у Віківидах
- Вікісховище має мультимедійні дані за темою: Callistemon
- Сторінка Callistemon
- Австралійський національний ботанічний сад: Callistemon (пляшки) [Архівовано 4 липня 2020 у Wayback Machine.]